# Večernje novosti (dnevni list, Osijek)
Večernje novosti su bile hrvatski dnevnik iz Osijeka. Izašle su prvi put 1930., a prestale su izlaziti iste godine. Uređivao ih je Teodor Skrbić.
Izlazile su svakodnevno.